# Daniel Martínez Tapi
Daniel Martínez Tapi (Montevideo, 21 december 1959) is een voormalig  profvoetballer uit Uruguay. Als verdediger speelde hij clubvoetbal in Uruguay en Argentinië. Martínez beëindigde zijn actieve carrière in 1989 bij Deportivo Mandiyú. In 2012 was hij korte tijd hoofdcoach van Danubio.

## Interlandcarrière
Martínez speelde in totaal dertig  officiële interlands (nul doelpunten) voor zijn vaderland Uruguay. Hij maakte zijn debuut voor de nationale ploeg op 18 juli 1980 in de vriendschappelijke thuiswedstrijd tegen Peru (0-0), net als Jorge Barrios, Sergio Santín, Daniel Revelez en doelman Fernando Álvez. Hij won met Uruguay de strijd om de Mundialito (1981) in eigen land.

## Erelijst
Estudiantes La Plata
- Argentijns landskampioen

1982
 Uruguay
- Mundialito

1981